# 阿米特·辛格尔
阿米塔布·庫馬爾·「阿米特」·辛格爾（英語：Amitabh Kumar "Amit" Singhal，1968年9月—）是搜尋引擎公司Google的榮譽工程師。他的研究領域包括資訊檢索及其相關的網頁搜尋、網路圖形分析及搜尋使用者介面等應用。阿米特還負責督導 Google 搜尋品質小組，協助開發 Google 搜尋演算法。

## 生平
阿米特出生於印度北方邦，在2000年加入Google之前，即是 AT&T Labs（貝爾實驗室前身） 的資深技術專員。他擁有印度理工學院魯奇 (Roorkee) 分校的電腦科學學士學位、明尼蘇達大學的電腦科學碩士學位，以及康乃爾大學的電腦科學博士學位。他在康乃爾大學跟隨已故的資訊檢索領域創始人薩爾頓Gerard Salton研究資訊擷取檢索技術。

## 外部連結
- Amit Singhal's homepage （页面存档备份，存于）